# Герман Фроммгерц
Герман Фроммгерц (нім. Hermann Frommherz; 10 серпня 1891, Вальдсгут-Тінген — 30 грудня 1964, Вальдсгут-Тінген) — німецький льотчик-ас Першої світової війни, генерал-майор люфтваффе.

## Біографія
Народився в родині рантьє. Навчався у вищому реальному училищі, відслужив один рік обов'язкової військової служби резервістом в 14-м мекленбурзькому єгерському полку, потім став студентом в Штутгарті. Здобув освіту інженера-електрика.
У 1914 році мобілізований і направлений на Західний фронт. Пізніше був переведений в 250-й резервний піхотний полк і направлений на Східний фронт. 1 квітня 1915 року перейшов в 113-й піхотний полк. 1 червня направлений в авіацію. Закінчив льотну підготовку у Фрайбурзі та Дармштадті, 1 грудня вступив в 20-гу бомбардувальну ескадрилью. Фроммгерц брав участь в боях під Верденом і на Соммі. У грудні 1916 році ескадрилью воювала у складі 1-ї бомбардувальної групи в Румунії, пізніше — на Македонському фронті. 3 березня 1917 року Фроммгерц був переведений в 2-гу винищувальну ескадрилью, де, через місяць, він здобув свою першу перемогу. 1 травня був поранений при аварії. З жовтня працював льотним інструктором в 3-му запасному авіаційному дивізіоні в Любеку. 1 березня 1918 року повернувся в 2-гу винищувальну ескадрилью. У серпні прийняв від Германа Герінга посаду командира 27=ї винищувальної ескадрильї. Всього за час бойових дій здобув 32 повітряні перемоги.
Після закінчення війни Фроммгерц залишився в авіації. Служив спочатку в німецькій поліцейській авіаслужбі, потім — пілотом Люфтганзи. В 1920 році повернувся в Баден і зайняв посаду начальника технічної служби на новому аеродромі в Ларраху. Пізніше, будучи розчарованим обмеженими можливостями в області авіації, накладеними на Німеччину Версальським договором, поїхав в 1925 році в СРСР, в 1931/32 роках викладав винищувальну тактику в Китаї.
Після цього повернувся до Німеччини, вступив в Люфтваффе. Під час Другої світової війни був командиром 1-ї групи 134-ї винищувальної ескадри. Помер від серцевого нападу.

## Звання
- Лейтенант резерву (1 серпня 1916)
- Гауптман (1 жовтня 1934)
- Майор (1 жовтня 1935)
- Оберстлейтенант (1 квітня 1938)
- Оберст (1 жовтня 1939)
- Генерал-майор (1 квітня 1943)

## Нагороди
- Нагрудний знак військового пілота (Пруссія)
- Залізний хрест 2-го і 1-го касу
- Почесний кубок для переможця у повітряному бою
- Військовий орден Святого Генріха, лицарський хрест
- Ганзейський Хрест (Любек) (грудень 1917)
- Королівський орден дому Гогенцоллернів, лицарський хрест з мечами (30 вересня 1918)
- Орден Військових заслуг Карла Фрідріха, лицарський хрест (жовтень 1918)
- Нагрудний знак «За поранення» в чорному
- Пам'ятний знак пілота (Пруссія)
- Почесний хрест ветерана війни з мечами
- Нагрудний знак пілота
- Медаль «За вислугу років у Вермахті» 4-го класу (4 роки)
- Медаль «У пам'ять 1 жовтня 1938»
- Пам'ятна нарукавна стрічка «Винищувальна ескадрилья Бельке №2 1916/18»

Був представлений до ордена Pour le Mérite, але у зв'язку з закінченням війни так його і не отримав (за деякими джерелами, отримав орден 4 листопада 1918 року). На деяких післявоєнних фотографіях можна побачити Фроммгерца з Pour le Mérite на кітелі. Можливо, він вважав відсутність цього ордена несправедливим і замовив копію для носіння.